# Stazione di Potenza Superiore
Stazione di Potenza Superiore vasútállomás Olaszországban, Potenza településen.

## Vasútvonalak
Az állomást az alábbi vasútvonalak érintik:
- Foggia-Potenza-vasútvonal

## Kapcsolódó állomások
A vasútállomáshoz az alábbi állomások vannak a legközelebb:
- Stazione di Potenza Università
- Stazione di Potenza Macchia Romana